# IBM RT 6150
Az IBM RT PC (RISC technológiájú személyi számítógép) az IBM munkaállomás-számítógép családja, melyet 1986-ban mutattak be. Ezek voltak az első kereskedelmi számítógépek az IBM-től, amelyek csökkentett utasításkészletű (RISC) architektúrán alapultak. Az RT PC az IBM szabadalmaztatott ROMP mikroprocesszorát használta, mely technológia az IBM Research 801 jelű kísérleti miniszámítógépén jelent meg először (a 801-es volt az első RISC processzor).
Az RT PC három operációs rendszert volt képes futtatni, az alábbiak közül: AIX, Academic Operating System (AOS), Pick. Az RT PC teljesítménye viszonylag gyenge volt a többi kortárs munkaállomáshoz képest, ennek eredményeként mérsékelt kereskedelmi sikerrel járt. Az IBM a helyzetre egy új számítógép bemutatásával reagált, az RS/6000 munkaállomások 1990-es bevezetésével, melyek már egy új, saját fejlesztésű RISC processzort, a POWER1-et használtak. Az RT PC modellek forgalmazását 1991 májusában beszüntették.

## Hardware
A számítógépet két eltérő külső kivitelben hozták forgalomba: az egyik a földre helyezhető álló ház volt, a másik pedig az asztalra fektethető fekvő kivitelű.